# Кемали, Исмаил
Исмаил Кема́ли Бей Влёра или Исмаил Кема́ли (тур. İsmail Kemal Bey или İsmail Kemal Vlora, алб. Ismail Qemali; 16 января 1844, Авалона — 24 января 1919, Перуджа) — лидер албанского национального движения, основатель и первый глава государства Албания. Председатель Национального Собрания (28 — 29 ноября 1912), председатель Временного правительства (29 ноября 1912 — 22 января 1914), министр иностранных дел. Народный Герой.

## Биография
Исмаил Кемали родился в Авлоне (современная Влёра) в богатой феодальной семье беев. В родном городе он получил только начальное образование, а сразу после этого окончил гимназию в городе Янина. В 1859 году отправился в Константинополь, где начал карьеру Османского государственного служащего, участвовал в проведении либеральных реформ Мидхат-паши, занимал должности губернатора нескольких городов на Балканах. На протяжении этих лет он приложил существенные усилия для стандартизации албанского алфавита и основания Албанской культурной ассоциации.
В 1877 году Исмаил, казалось, начал выдвигаться на ведущие позиции в османской политической жизни, однако, когда султан Абдул-Хамид II отстранил Мидхата с поста премьер-министра, Кемаль был сослан в западную Анатолию, пока султан не вернул его и не назначил губернатором Бейрута. Однако либеральные убеждения Исмаила Кемали снова поссорили его с султаном, и в мае 1900 года он, находясь на яхте британского посла, попросил политического убежища. Кемали вывезли из Турции, и последующие восемь лет он прожил в эмиграции, работая одновременно над конституционной реформой Османской империи и над развитием национального движения в Албании.
После восстания младотурок в 1908 году он стал депутатом в восстановленном османском парламенте. В 1909 году Кемали стал председателем Османской национальной ассамблеи, но вскоре был вынужден навсегда покинуть Стамбул. После этого он сконцентрировал свою деятельность исключительно на вопросе независимости Албании.
Кемали был ключевой фигурой в принятии албанской Декларации независимости и в формировании правительства независимой Албании 28 ноября 1912 года. Таким образом, было завершено более 500-летнее господство Османской империи в Албании. Вместе с Луидем Гуракучи он вывесил флаг Албании на балконе дома в Влёре, где была подписана Декларация. Исмаил Кемаль возглавлял правительство Албании с 1912 до 1914 года.
Во время Первой мировой войны Кемаль жил в Париже, где иногда писал статьи в Daily Mail, а также сотрудничал с другими изданиями, чтобы опубликовать свои мемуары. В 1918 году Кемаль поехал в Италию за поддержкой его движения в Албании, но итальянское правительство запретило ему покидать страну, и он стал невольным гостем отеля в Перудже. Там он и умер от сердечного приступа 24 января 1919 года.

## Память

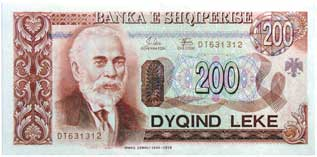
И. Кемали на банкноте Албании достоинством 200 лек 1992 г.

- Имя Исмаила Кемали носит университет в г. Влёра.
- Изображение Кемали помещено на банкноте достоинством 200 лек 1992 г.